# Evoluce (Hvězdná brána)
Evoluce (části 1 a 2) je název 11. a 12. epizody sedmé řady sci-fi seriálu Hvězdná brána.

## Popis děje

### Část první
Teal'c a Bra'tac navštíví planetu, kde naleznou mnoho zabitých Jaffů. Najdou mrtvého goa'ulda Tilgatha, který přišel uzavřít alianci s jiným goa'uldem, Ramiem. Najdou také zraněného prvního muže Ramia, který jim řekne, že je napadl nějaký válečník, který se vzápětí objeví. Teal'c a Bra'tac na něj vystřelí z tyčových zbraní, ale bez účinku. Teal'c použije nakonec zat'nik'atel a nepřítele skolí.
Padlý Kull bojovník je odnesen do SGC, kde oba informují generála George Hammonda. Společně s Jacobem (Selmak) Carterová vyšetřuje zabitého vojáka. Zjišťují, že je geneticky upravený hostitel společně se symbiontem. Zjistí také, že vojáka nezabil zat'nik'atel, ale srdeční infarkt. Dokonce zjišťují, že hostitel nebyl živý, když dospěl a k životu byl uveden antickým léčebným zařízením.
Toto zařízení objevil kdysi goa'uld Telchack (Chack) a podle jeho technologie vytvořil první sarkofág. Anubis mu vyhlásil válku a porazil ho, ale zařízení nenašel. Zůstalo skryto v nějakém z Telchakových chrámů. Podle Daniela Jacksona a Selmak zůstalo na Zemi, kde se stalo základem legendy o fontáně mládí. S pomocí tohoto zařízení budou Tok'rové a lidé schopni vytvořit zbraň schopnou zničit Kull bojovníky.
Daniel Jackson a Dr. Lee odlétají do Hondurasu s cílem najít zařízení Antiků. Vezmou si průvodce a hledají chrám. Nacházejí skrytý vchod, kterým Daniel a Lee vstoupí do podzemní chodby. Najdou a vyzvednou zařízení, ale stěny se zhroutí a chodbu zaplaví voda. Když vystoupí z vody, zajmou je povstalci. Jejich průvodce se pokusí utéct, je však postřelen. Povstalci je odvedou do tábora.
Mezitím v SGC plánují zajetí jednoho z nepřátelských vojáků. Jdou na Ramiovu planetu, kde připraví past na Kull vojáka. Kull voják ale projde silovým polem a unikne. Ramiovi Jaffové obklíčí SG-1 a SG-1 se vzdá. Ramius nebere jejich příběh, zaútočí na něj však Kull voják a nakonec Ramia zabije. Jeden Jaffa propustí SG-1. Nakonec se jim podaří chytit Kull vojáka pomocí Al'keshe a kruhů. Na Zemi ho vyšetřují. Zjistí, že Kull voják slouží Anubisovi a také planetu, na které Anubis své Kull vojáky vytváří. Nakonec přichází generál Hammond se zprávou, že Dr. Jackson a Dr. Lee byly uneseni skupinou povstalců v Hondurasu.

### Část druhá
V táboře povstalců vyslýchá Daniela Jacksona vůdce povstalců, Rafael a mučí Daniela elektřinou. Nakonec odvede Daniela a přivede a mučí Dr. Lee. V SGC generál George Hammond informuje plukovníka O'Neilla o situaci. Jack O'Neill s agentem CIA Burkem je vyslán na záchrannou misi. V SGC se Selmak rozhodne projít Hvězdnou branou na planetu Tartarus, kde má Anubis základnu. Ostatní přiletí Tel'takem.
V Nikaragui se sejde O'Neill s Burkem a hledá průvodce. V táboře Lee řekne Danielovi, že všechno prozradil. Rafael zapne zařízení Antiků. Jacob projde bránou a je vyšetřován Thoftem, náhle přijde Anubis a Thofta pošle jinam. Jacob poté vypne senzory a Bra'tac může s ostatními přistát na základně.
V Hondurasu O'Neill s Burkem najdou postřeleného průvodce a dál hledají Daniel. Daniel mluví s Rafaelem a žádá jej, aby zařízení vypnul. Ten to odmítne a zastřelí jiného povstalce, který chtěl zařízení vypnout. Mrtvý se však promění silou zařízení v zombii a střílí kolem sebe. Daniel a Lee utečou, jsou však pronásledováni. Rafael se chystá zabít Daniela, ale je zezadu s ostatními zastřelen O'Neillem. Burke poté granátem zlikviduje jednoho z povstalců (zombii).
Na Tartaru najdou goa'uldskou královnu, která plodí modifikované symbionty. Samantha k ní umístí C4. Zjistí, že Anubis má celou armádu Kull vojáků. V tu chvíli se objeví Thoft. Teal'c ho zasáhne Zat'nik'atelem a Samantha Carterová ho zabije samopalem. Poté odpálí C4 a běží k lodi. Jeden Kull voják se dostane na loď, odhodí Samanthu a Teal'ca a jde po Jacobovi, když ho Bra'tac transportními kruhy přemístí z lodi.

## Epizody
- seznam epizod: Seznam epizod seriálu Hvězdná brána